# Kaltstauchdraht
Als Kaltstauchdraht werden Walzdrähte, gezogene Drähte oder Stäbe bis zu einem Durchmesser von 100 mm bezeichnet, die einem definierten Werkstoffspektrum entsprechen. Die Anforderungen an den Draht werden durch die EN 10263 geregelt.

## Werkstoffe und Verwendung
Als Werkstoffe kommen unlegierte (z. B. C10C), borlegierte (z. B. 23MnB3), niedriglegierte (z. B. 34Cr4) und legierte Stähle (z. B. 40CrMoV4.7) zum Einsatz.
Kaltstauchdrähte werden in den verschiedensten Abmessungen, Ausführungsarten, Oberflächenbehandlungen und Ringaufmachungen produziert.
Der gewalzte Draht kann entweder direkt oder indirekt (Kaltverformung durch Kaltziehen) eingesetzt werden.
Je nach Anforderung des Zielproduktes können weitere Bearbeitungsschritte wie Glüh- oder Beschichtungsprozesse und Ziehschritte gesetzt werden. Die Oberfläche des Kaltstauchdrahtes ist abhängig von dessen Weiterverarbeitung.
Unterschiedliche Oberflächenausführungen wie gebeizt, phosphatiert, beseift, geboraxt, gekälkt oder Polymer beschichtet finden Anwendung.
Kaltstauchdrähte werden in kleinen Abschnitten vor allem für die Kaltumformung, im Speziellen das Kaltfließpressen, eingesetzt. Hierbei wird der Draht abgeschert und im kalten Zustand, meist über Mehrstufenpressen in mehreren Schritten in die endgültige Form gebracht. Vorteil bei diesem Fertigungsverfahren ist, dass kein Material verloren geht (das Volumen des Drahtabschnitts und des Fertigteils sind identisch).
Anwendung findet das Produkt vor allem in der Automobilindustrie, Energieindustrie, im Maschinenbau und in der Bauindustrie. Die meisten Schrauben entstehen aus Kaltstauchdrähten.